# Пономарьов В'ячеслав Володимирович
В'ячеслав Володимирович Пономарьов (2 травня 1965, Слов'янськ, Донецька область, Українська РСР, СРСР) — проросійський політик, український колабораціоніст з Росією, підприємець. Активний учасник російської диверсійної діяльності в Україні навесні 2014 року. Самопроголошений мер міста Слов'янська (13 квітня — 10 червня 2014). Один із лідерів проросійського терористичного військового угрупування «Народне ополчення Донбасу».

## Біографія
Народився у Слов'янську. Служив на флоті, в 1990-х роках зайнявся бізнесом, потім керував швейною фабрикою, пізніше миловарним заводом..
За непідтвердженими даними Пономарьов служив у Радянській армії, потім у Військово-морському флоті, брав участь у «спеціальних операціях». Звільнився 1992 року.
У Пономарьова 26-річний син. Офіційно розлучений з дружиною 1995 року. З 2005 по 2011 рік проживав в Києві, де працював на будівництві, після чого повернувся до рідного Слов'янська.
За іншими даними, В'ячеслав Пономарьов — громадянин Росії, злочинець і втікач. Правоохоронці Російської Федерації полюють на нього 5 років. Пономарьов досі перебуває у всеросійському розшуку. У місті Еліста, Калмикія, його хочуть судити за двісті тринадцятою статтею Кримінального кодексу за хуліганство, що передбачає до 7 років в'язниці.

### Комендант окупованого Слов'янська

Країни, в яких В'ячеслав Пономарьов потрапив під санкції

13 квітня 2014 року під час збройної агресії Росії проти України на Сході України проголосив себе мером Слов'янська. Закликав місцеве населення повідомляти про підозрілих осіб, особливо, про тих, які спілкуються українською мовою. Тих, що не поділяють думку відокремитися від України пообіцяв знищити або що вони «будуть під контролем». Також пообіцяв, що вибори президента не відбудуться: «Ми приймемо всі необхідні заходи, щоб вибори на південному сході не відбулися.»
Утримував у заручниках американського журналіста Саймона Островського.
Після того, як на Нелю Штепу було заведено справу за сепаратизм, то «захищав» колишнього мера. Вона перебуває в захопленому терористами-сепаратистами будинку.
10 червня 2014, проти Пономарьова був здійснений переворот. Полковник Гіркін заарештував його, а новим «народним мером» поставив самопроголошеного керівника соціального захисту міста Володимира Павленко.
5 липня 2014 з'явилося відео інтерв'ю з Пономарьовим в колоні терористів, що відступила зі Слов'янська. Він заявив про намір воювати далі, але відмовився надати які б то не було подробиці.

### Втеча зі Слов'янська
На початку липня у деяких ЗМІ з'явилася інформація про те, що нібито Пономарьова було вбито. Однак 5 липня 2014 року з'ясувалося, що В'ячеслав Пономарьов залишив Слов'янськ разом із бойовиками російського диверсанта Гіркіна. Так званого «народного ексмера» зустріла знімальна група пропагандистського російського телеканалу LifeNews.
3 серпня 2014 В'ячеслав Пономарьов брав участь у передачі телеканала Life News, знятої в Москві.

## Зловживання важкими наркотиками
У червні 2014 року з різних джерел стало відомо, що 4 червня у головного терориста і «мера» Слов'янська В'ячеслава Пономарьова сталося передозування наркотиками.

## Санкції
Через підтримку російської агресії та порушення територіальної цілісності України під час російсько-української війни перебуває під персональними міжнародними санкціями різних країн.
З 20 червня 2014 року перебуває під санкціями Сполучених Штатів Америки.
З 21 червня 2014 року перебуває під санкціями Канади.
З 5 серпня 2014 року перебуває під санкціями Японії.
З 10 червня 2020 року перебуває під санкціями Австралії.
З 2 квітня 2020 року перебуває під санкціями Швейцарії.
Указом президента України Володимира Зеленського від 24 червня 2021 року перебуває під санкціями України.
З 14 лютого 2022 року перебуває під санкціями Великої Британії.
З 14 березня 2022 року перебуває під санкціями всіх країн Європейського союзу.